# Agresja Iraku na Kuwejt

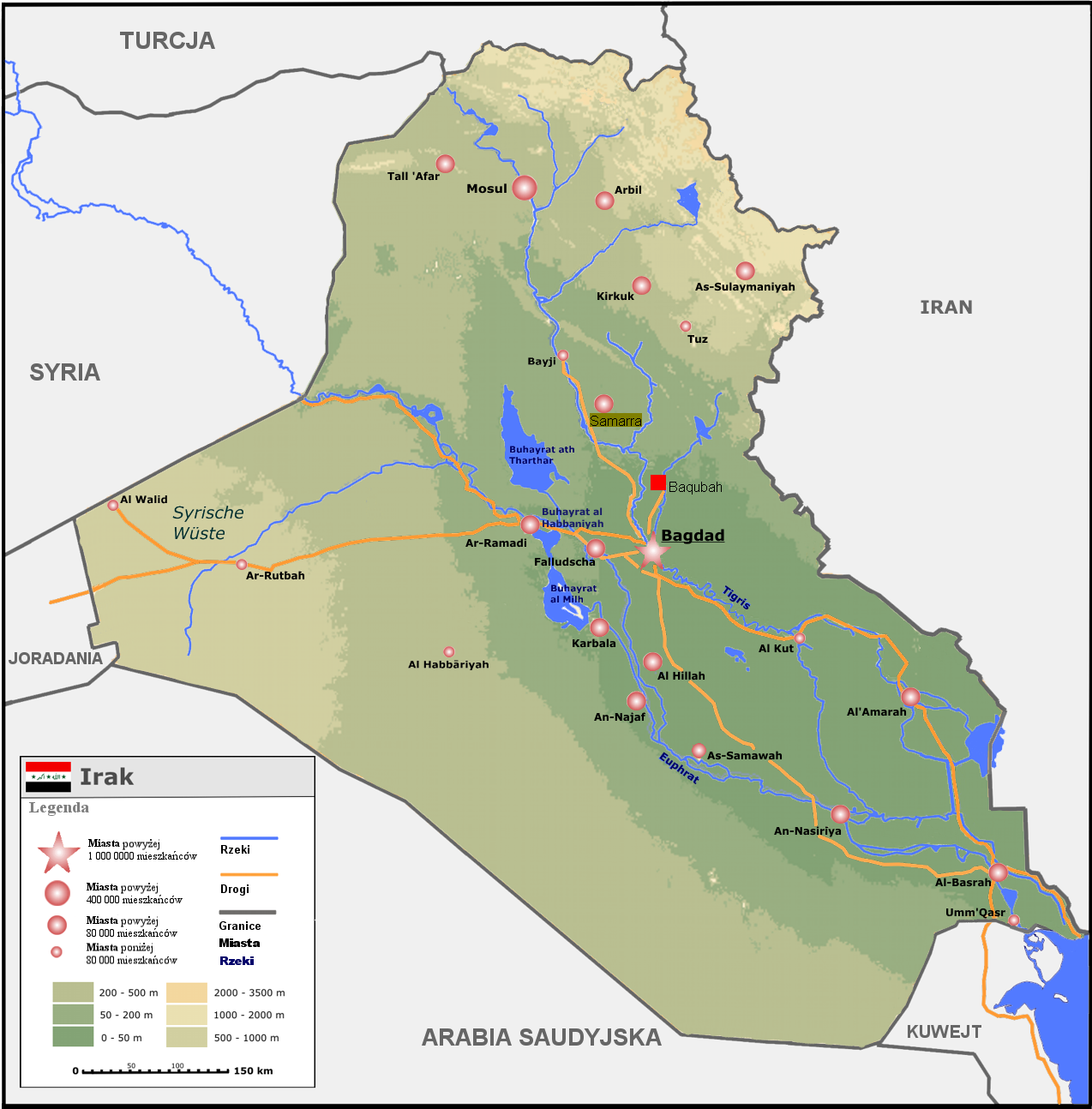
Mapa Iraku, widoczny także Kuwejt

Agresja Iraku na Kuwejt – inwazja wojsk irackich na Kuwejt w 1990 roku, która zapoczątkowała I wojnę w Zatoce Perskiej.

## Przyczyny

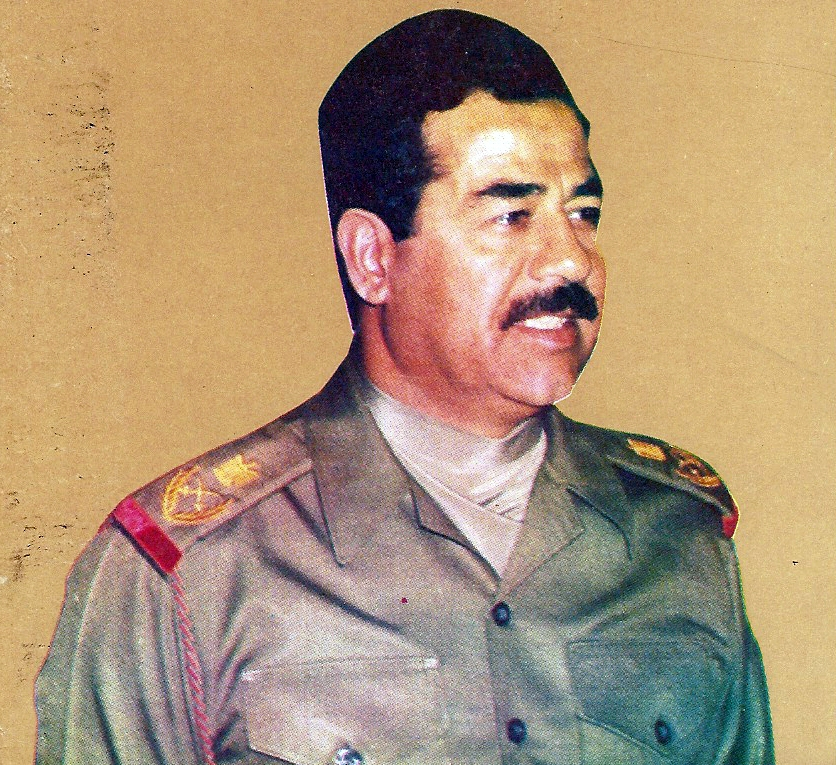
Saddam Husajn

Po wojnie z Iranem gospodarka Iraku była w bardzo złej sytuacji. Kraj był bliski bankructwa, jego zadłużenie zagraniczne przekroczyło 100 mld dolarów. Wydobycie ropy naftowej spadło do 1/3 stanu sprzed 1980. Jednym z krajów arabskich, które udzieliły Irakowi w tym czasie największych pożyczek, był właśnie Kuwejt (zadłużenie Iraku względem Kuwejtu wynosiło 10 miliardów dolarów). Irak dążył do tego, by OPEC wprowadził restrykcyjne kwoty wydobycia ropy naftowej, co pozwoliłoby podnieść cenę surowca. Irak zarzucał też Kuwejtowi stosowanie dumpingowych cen ropy. Rząd Iraku zażądał od Kuwejtu umorzenia irackiego zadłużenia, a nawet udzielenia bezzwrotnego wsparcia finansowego. Żądania te uzasadniano twierdzeniami, jakoby podczas wojny z Iranem Irak bronił Kuwejtu i całego świata arabskiego przed eksportem irańskiej rewolucji islamskiej. Z analogicznych pobudek wzywał Arabię Saudyjską i Kuwejt do uznania, że przekazane Irakowi 40 mld dolarów nie było pożyczką na cele wojskowe, a subwencją.
Sprawujący w Iraku dyktatorską władzę prezydent Saddam Husajn usprawiedliwiał inwazję bezprawnym wykorzystywaniem przez Kuwejt spornego, przygranicznego pola naftowego Ar-Rumajla oraz manipulację przy przebiegu granicy iracko-kuwejckiej. Zgłosił także pretensje Iraku do wysp Al-Warba oraz Dżazirat Bubijan. Innym argumentem wysuwanym przez przywódcę Iraku był aspekt historyczny – obszar Kuwejtu przez pewien czas wchodził w skład osmańskiej prowincji Al-Basry. Po dokonaniu aneksji Kuwejtu, nowo utworzonej prowincji nadano historyczną nazwę Al-Kazima, nawiązującą do tego okresu.
Iracki dyktator zdecydował się na wojnę z Kuwejtem także z pobudek osobistych. Nie osiągnąwszy spodziewanego wielkiego triumfu na wojnie z Iranem, Saddam Husajn spodziewał się go w walce z zamożnym, lecz militarnie bardzo słabym południowym sąsiadem. Liczył, że wojna z Kuwejtem będzie dla niego tym, czym dla prezydenta Egiptu Gamala Abdel Nasera był kryzys sueski. Starał się wykreować siebie jako bohatera arabskiego, walczącego o Bliski Wschód z zachodnim najeźdźcą. Saddam Husajn liczył, że dzięki zwycięskiej wojnie wzmocni swoją legitymację w oczach Irakijczyków. Ważnym czynnikiem była również kwestia niezagospodarowanego potencjału irackiego w postaci dużej, przeszkolonej, dozbrojonej oraz zorganizowanej armii, pozostałej po zakończeniu konfliktu iracko-irańskiego.
Licząc się z negatywną reakcją społeczności międzynarodowej, Saddam Husajn zakładał jednak, że działania Iraku zostaną jedynie potępione słownie, ale nie powstrzymane siłą. Przyjmował, że nie wystąpi przeciwko niemu żaden przywódca arabski, kraje europejskie były zbyt zajęte wydarzeniami w Europie Wschodniej, zaś Stany Zjednoczone będą obawiały się rozpocząć wojnę, która mogłaby potoczyć się tak, jak wojna wietnamska. Przed inwazją Saddam Husajn spotkał się z ambasador USA w Iraku April Glaspie, której wypowiedzi w sprawie konfliktów granicznych z Kuwejtem odczytał jako przyzwolenie na przeprowadzenie ataku, co było nadinterpretacją jej wypowiedzi.
Decyzję o rozpoczęciu inwazji Saddam Husajn podjął faktycznie jednoosobowo, nie konsultując jej nawet z Radą Dowództwa Rewolucji, członkami rządu lub z przywództwem partii Baas.

## Przebieg inwazji

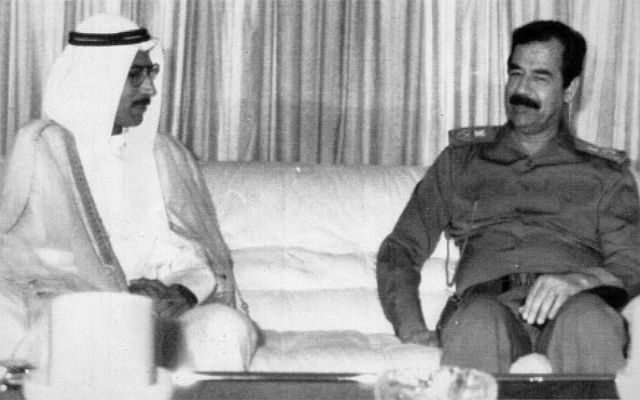
Saddam Husajn z premierem marionetkowej Republiki Kuwejtu Alą Husajnem Alim

Saddam Husajn polecił rozpocząć grupowanie wojsk nad granicą iracko-kuwejcką 17 lipca 1990. Do 2 sierpnia do inwazji gotowych było 100 tys. żołnierzy. Wojna rozpoczęła się 2 sierpnia 1990 roku o czwartej rano, kiedy to irackie wojsko – po przekroczeniu granicy z Kuwejtem – rozpoczęło zajmowanie miasta Kuwejt. Znaczne siły irackie biorące udział w ataku zdobyły stolicę Kuwejtu w ciągu trzech godzin. W ataku brały udział zarówno elitarne oddziały Gwardii Republikańskiej, jak i Armia Narodowa (słabo uzbrojone oddziały "pospolitego ruszenia") oraz regularne oddziały armii irackiej. Po zakończeniu głównego etapu inwazji do Kuwejtu przybyły także oddziały Al-Muchabarat – irackiej służby bezpieczeństwa.
Iracka armia zniszczyła marynarkę wojenną Kuwejtu oraz część wyrzutni rakietowych. Dysproporcja sił między krajami była na tyle duża, że jedynie siły lotnicze Kuwejtu były w stanie – przynajmniej na krótki czas – stawić opór armii irackiej. Równocześnie doszło w Kuwejcie do puczu wojskowego zorganizowanego przez panarabskie kręgi armii. W wyniku puczu i irackiej inwazji powstała Republika Kuwejtu z Alą Husajnem Alim na czele. Państwo to od początku traktowane było jako byt przejściowy i już 9 sierpnia 1990 Kuwejt został włączony do terytorium Iraku, zaś 28 sierpnia Saddam Husajn ogłosił utworzenie z Kuwejtu kolejnej muhafazy Iraku pod nazwą Al-Kazima. Kuwejcka rodzina królewska schroniła się w Arabii Saudyjskiej. Z Kuwejtu uciekło również 300 tys. mieszkańców. Irackim zarządcą Kuwejtu został Ali Hasan al-Madżid.
3 sierpnia 1990 wojska irackie zostały przesunięte nad granicę Kuwejtu z Arabią Saudyjską.

## Pierwsze reakcje międzynarodowe

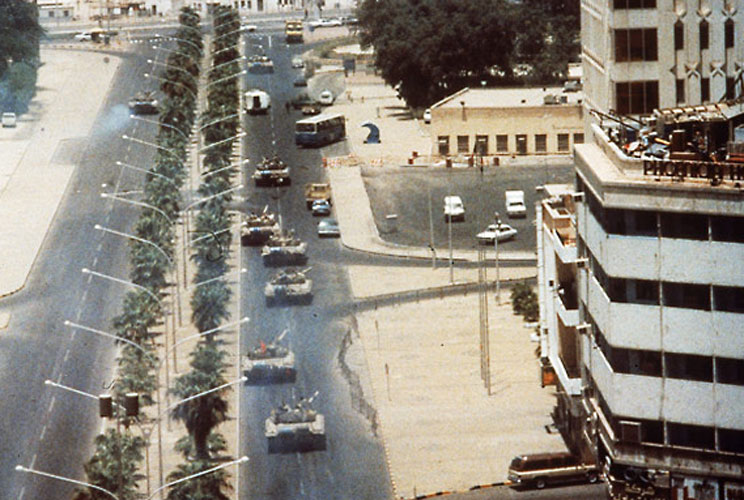
Irackie czołgi T-72 w mieście Kuwejt

Wbrew oczekiwaniom Saddama Husajna żadne państwo arabskie nie wyraziło poparcia dla inwazji. Jedynie Jordania, pozostająca z Irakiem w dobrych stosunkach, Jemen, Mauretania oraz Organizacja Wyzwolenia Palestyny nie potępiły agresji. Rada Bezpieczeństwa ONZ już 2 sierpnia przyjęła rezolucję nr 660, nakazującą armii irackiej wycofanie się z Kuwejtu. Dwa dni później minister spraw zagranicznych ZSRR oraz amerykański sekretarz stanu wydali wspólną deklarację o zaprzestaniu dostaw broni do Iraku. Dwa dni później w sprawie Iraku wydana została kolejna rezolucja Rady Bezpieczeństwa ONZ, przewidująca nałożenie sankcji na Bagdad. W ich ramach znalazł się zakaz importu irackiej ropy. Rezolucją RB nr 662 z 9 sierpnia ogłoszono, iż inwazja była nielegalna. Wcześniej, 7 sierpnia, Stany Zjednoczone skierowały swoje wojska do Arabii Saudyjskiej, by bronić jej przed ewentualną dalszą agresją iracką.
Z entuzjazmem agresję na Kuwejt przyjęła natomiast niewielka część arabskiej opinii publicznej, zwłaszcza w Jordanii, niektórych miastach muzułmańskich krajów Afryki Północnej oraz wśród Palestyńczyków. Ci uznali Saddama Husajna za bohatera większego od lidera ruchu narodowowyzwoleńczego Jasira Arafata. Z kolei rządy wielu państw arabskich potępiły iracką inwazję, uzyskując w konsekwencji różne korzyści: Egiptowi umorzono długi, a bojkotowanej Syrii zezwolono na udział w rozmowach dyplomatycznych. Partia Baas zyskała na sile w Jemenie i Libanie. Saddam Husajn zyskał też na znaczeniu po tym, gdy wsparł Palestyńczyków nawet przy własnych problemach finansowych.

## Iracka okupacja Kuwejtu
Po zajęciu Kuwejtu wojska irackie dopuściły się szeregu zabójstw obywateli tego kraju, a tysiące z nich aresztowano. Do więzień trafiali również Irakijczycy żyjący w Kuwejcie - wielu z nich emigrowało w związku z niechęcią do rządów Saddama Husajna. Wojsko dopuściło się również wielu aktów wandalizmu i grabieży. Skutkiem agresji na Kuwejt był gwałtowny wzrost cen ropy z ok. 20 do ponad 40 dolarów za baryłkę.
Saddam Husajn rozwinął wokół agresji na Kuwejt kampanię propagandową: wzywał do świętej wojny przeciwko wrogom islamu i zjednoczenia się w niej wokół Iraku. Ostro atakował Stany Zjednoczone, co przysparzało jego działaniom popularności w świecie arabskim. Iracki prezydent starał się powiązać kwestię zajęcia Kuwejtu z kwestią powstania niepodległego państwa palestyńskiego, zapowiadając, że wycofa się z Kuwejtu, jeśli Izrael opuści terytoria okupowane.

## Próby dyplomatycznego zakończenia konfliktu i ich fiasko
29 listopada 1990 Rada Bezpieczeństwa ONZ nakazała bezwarunkowe wycofanie się wojsk irackich z terenu Kuwejtu, ustanawiając ultimatum na dzień 15 stycznia 1991 roku. Zezwoliła przy tym państwom członkowskim na użycie "wszelkich koniecznych środków" w celu wyzwolenia Kuwejtu. Jesienią 1990 Stany Zjednoczone uformowały koalicję blisko 30 państw zainteresowanych udziałem w interwencji w Kuwejcie - łącznie w Arabii Saudyjskiej zebrało się w tym celu blisko pół miliona żołnierzy. Spośród stałych członków Rady jedynie Chińska Republika Ludowa wstrzymała się od głosu. Przeciwko rezolucji zagłosowały Kuba oraz Jemen.
W grudniu 1990 Irak otrzymał kilka ofert mediacji, m.in. od Francji, ONZ i Związku Radzieckiego. Wszystkie jednak odrzucił. Chociaż wiedział o siłach, jakie gromadziły się w Arabii Saudyjskiej pod auspicjami USA, był przekonany, że jego armia zdoła je powstrzymać, zadać im poważne straty i wymusić zawarcie korzystnego pokoju.

## Operacja Pustynna Burza

Plan operacji Pustynna Burza

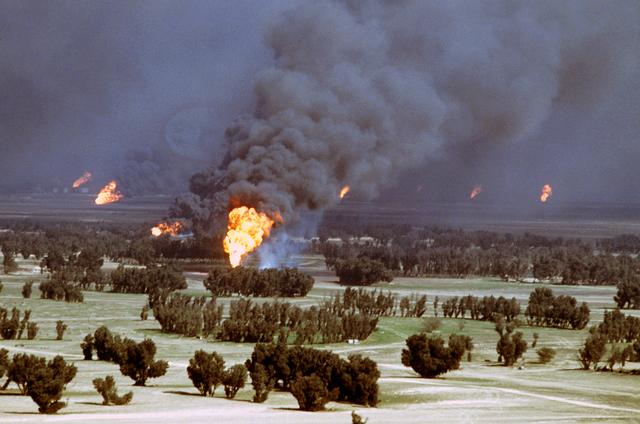
Płonące szyby naftowe w Kuwejcie podpalone przez wycofujące się wojska irackie

13 stycznia Irak odrzucił zaproponowany przez ONZ plan pokojowy. Wówczas kierowana przez USA koalicja z upoważnienia Rady Bezpieczeństwa podjęła operację Pustynna Burza. Działania zbrojne trwały od 17 stycznia do 28 lutego, zaś atak lądowy nastąpił 25 lutego. Zakończyły się one bezwarunkową akceptacją przez Irak rezolucji ONZ. Saddam Husajn 3 marca przystał na rozejm. Irak po interwencji zbombardował za pomocą rakiet miasta na terenie Izraela i Arabii Saudyjskiej. Izrael nie zdecydował się na uderzenie odwetowe. Prawdopodobnie Saddam Husajn liczył, że do takiego uderzenia dojdzie, a wtedy arabscy uczestnicy koalicji antyirackiej wycofają się z niej.
Podczas operacji Pustynna Burza zbombardowane zostały liczne cele na terytorium Iraku (zarówno cywilne, jak i wojskowe), były ofiary cywilne. Irak nie był przygotowany na tak niszczące bombardowania, po których nastąpił atak wojsk lądowych. Wojska wycofujące się z Kuwejtu zastosowały taktykę spalonej ziemi, niszcząc budynki publiczne i paląc szyby naftowe. Kuwejt został odbity z rąk irackich w ciągu kilku dni, a klęska Iraku była całkowita. W tej sytuacji Bagdad poprosił o zawieszenie broni, które podpisano 28 lutego 1991 w Safwan. Saddam Husajn nie spodziewał się tak błyskawicznej klęski. Czując, że zagrożone były jego rządy, na nowo wdrożył kampanię terroru i inwigilacji społeczeństwa. Stłumił także powstania szyitów i Kurdów, które wybuchły wiosną 1991.